# Chile en los Juegos Parapanamericanos de 2019
La Delegación de Chile que participó en los Juegos Parapanamericanos de 2019 en Lima, Perú.

## Medallistas
| Medalla           | Deportista                              | Deporte                  | Evento                               | Fecha        |
| ----------------- | --------------------------------------- | ------------------------ | ------------------------------------ | ------------ |
| Medalla de oro    | Tamara Leonelli Leonelli                | Tenis de mesa            | Individual femenino Clase 5          | 23 de agosto |
| Medalla de oro    | Cristian González                       | Tenis de mesa            | Individual masculino Clase 4         | 24 de agosto |
| Medalla de oro    | Valentina Muñoz Moreno                  | Natación                 | 100 m Dorso femenino S8              | 25 de agosto |
| Medalla de oro    | Mauricio Orrego Campos                  | Atletismo                | 1500 m masculino T46                 | 25 de agosto |
| Medalla de oro    | Alberto Abarza Díaz                     | Natación                 | 200 m Libre Masculino S2 (S1-S2)     | 26 de agosto |
| Medalla de oro    | Vicente Almonacid Heyl                  | Natación                 | 100 m Pecho Masculino SB8            | 26 de agosto |
| Medalla de oro    | Cristian González Maximiliano Rodríguez | Tenis de mesa            | Equipos Masculino Clase 3-5          | 27 de agosto |
| Medalla de oro    | Alberto Abarza Díaz                     | Natación                 | 50 m Espalda Masculino S2 (S1)       | 27 de agosto |
| Medalla de oro    | Alberto Abarza Díaz                     | Natación                 | 100 m Espalda Masculino S2 (S1)      | 28 de agosto |
| Medalla de oro    | Juan Carlos Garrido Acevedo             | Levantamiento de pesas   | Hombres -59 kg                       | 30 de agosto |
| Medalla de plata  | Luis Flores                             | Tenis de mesa            | Individual masculino Clase 2         | 24 de agosto |
| Medalla de plata  | Francisca Mardones                      | Atletismo                | Bala femenino F53/54/55              | 25 de agosto |
| Medalla de plata  | Amanda Cerna Gamboa                     | Atletismo                | 400 m femenino T47                   | 26 de agosto |
| Medalla de plata  | Gustavo Castro Manuel Echaveguren       | Tenis de mesa            | Equipos Masculino Clase 9-10         | 27 de agosto |
| Medalla de plata  | Luis Flores Vicente Leiva               | Tenis de mesa            | Equipos Masculino Clase 1-2          | 27 de agosto |
| Medalla de plata  | Vicente Almonacid Heyl                  | Natación                 | 200 m Combinado Indiv. Masculino SM8 | 29 de agosto |
| Medalla de plata  | Macarena Cabrillana                     | Tenis en silla de ruedas | Individual Femenino                  | 29 de agosto |
| Medalla de plata  | Camila Campos                           | Levantamiento de pesas   | Mujeres -55 kg                       | 29 de agosto |
| Medalla de plata  | María Ortiz Becker                      | Levantamiento de pesas   | Mujeres -73 kg                       | 30 de agosto |
| Medalla de plata  | Jorge Carinao Cárdenas                  | Levantamiento de pesas   | Hombres -65 kg                       | 30 de agosto |
| Medalla de plata  | Alberto Abarza Díaz                     | Natación                 | 50 m Libre Masculino S2 (S1)         | 30 de agosto |
| Medalla de plata  | Alberto Abarza Díaz                     | Natación                 | 100 m Libre Masculino S2 (S1)        | 31 de agosto |
| Medalla de bronce | Cristián Dettoni                        | Tenis de mesa            | Individual masculino Clase 6         | 24 de agosto |
| Medalla de bronce | Ignacio Torres                          | Tenis de mesa            | Individual masculino Clase 6         | 24 de agosto |
| Medalla de bronce | Maximiliano Rodríguez                   | Tenis de mesa            | Individual masculino Clase 4         | 24 de agosto |
| Medalla de bronce | Manuel Echaveguren                      | Tenis de mesa            | Individual masculino Clase 10        | 24 de agosto |
| Medalla de bronce | Ailyn Espinoza                          | Tenis de mesa            | Individual femenino Clase 8-10       | 24 de agosto |
| Medalla de bronce | Margarita Faúndez                       | Atletismo                | 1500 m femenino T11                  | 25 de agosto |
| Medalla de bronce | Francisca Mardones                      | Atletismo                | Lanzamiento de jabalina F54          | 25 de agosto |
| Medalla de bronce | Alexander Cataldo Diego Pérez           | Tenis en silla de ruedas | Dobles Masculino                     | 29 de agosto |
| Medalla de bronce | Pamela Muñoz Rojas                      | Levantamiento de pesas   | Comb. M. 61kg & 67kg AH              | 30 de agosto |
| Medalla de bronce | Vicente Almonacid Heyl                  | Natación                 | 50 m Libre Masculino S8              | 30 de agosto |
| Medalla de bronce | Marión Serrano                          | Levantamiento de pesas   | Comb. M. 79kg & 86kg AH              | 31 de agosto |

## Deportistas
La siguiente es la lista del número de deportistas que participarán en estos juegos por deporte.
| Deporte                       | Hombres | Mujeres | Total |
| ----------------------------- | ------- | ------- | ----- |
| Para-atletismo                | 5       | 6       | 11    |
| Para-bádminton                | 3       | 1       | 4     |
| Baloncesto en silla de ruedas | 0       | 12      | 12    |
| Boccias                       | 4       | 1       | 5     |
| Para-Ciclismo de pista y ruta | 4       | 1       | 5     |
| Para-Natación                 | 4       | 5       | 9     |
| Para-powerlifting             | 7       | 4       | 11    |
| Rugby en silla de ruedas      | 12      | 0       | 12    |
| Para-Tenis de Mesa            | 9       | 2       | 11    |
| Para-Tenis en silla de ruedas | 3       | 2       | 5     |
| Total                         | 51      | 34      | 85    |